# North Cove
North Cove est un village et une paroisse civile du Suffolk, en Angleterre.